# Neptune (久保田利伸のアルバム)
『Neptune』（ネプチューン）は、久保田利伸の5枚目のアルバム。1992年7月1日に、Sony Recordsから発売された。

## 概要
『BONGA WANGA』以来、2年ぶりのオリジナル・アルバムは「水」をテーマとしたアルバム。歌詞中に「富士山」や「白糸の滝」等、久保田の出身地である静岡県の観光地のフレーズが歌詞に入っている楽曲が収録されている。先行シングル、リカットともにシングル曲は発売されなかった。
本作は1992年7月13日付けのオリコンチャートにて最高位3位となり、登場回数は13回で売り上げ枚数は48.3万枚となった。

## 収録曲
作詞・作曲：久保田利伸（特記以外）
1. 真夜中の太陽　05:10
2. To the Limit　04:50
  - 作詞：川村真澄
  - 三菱電機「CZワイド」CFソング
3. Adeus Meü Amor　05:24
4. トランペット吹きながら　05:32
5. 夏の子午線　05:14
  - 作詞：川村真澄
6. Sweet Dreams ～そっとおやすみ～　05:23
7. Let's Get A Groove ～Yo! Hips～　05:25
  - キリンシーグラム「HIPS」CFソング
8. Our Masterpiece　04:38
  - 作曲：久保田利伸・柿崎洋一郎
9. Pump Up Your Gold　05:50
  - 作曲：久保田利伸・柿崎洋一郎
10. GET SIX　04:41
  - 作曲：久保田利伸・柿崎洋一郎
11. 誓い　05:01
  - 作曲：久保田利伸・柿崎洋一郎
  - 三菱電機「AVワイドビジョン」CFソング